# Ósmy dzień tygodnia
Ósmy dzień tygodnia – opowiadanie Marka Hłaski z 1954 roku.

## Treść
Para młodych kochanków (Agnieszka i Pietrek) jest w trakcie przeżywania wewnętrznego przełomu i w związku z tym szuka miejsca, w którym mogłaby zrealizować swą platoniczną miłość. Proces ten utrwalił się później w legendzie utworu, jako symbol poszukiwania swojego miejsca w rzeczywistości przez całe pokolenie. Utwór stał się więc pomnikiem społecznego wykorzenienia i bezdomności generacji autora, co waloryzował sam tytuł opowiadania.

## Odbiór
Według Stanisława Stabro w opowiadaniu tym opromienionym [...] sławą "rozrachunkowego", tym bardziej, że sam pisarz datował je na 1956 rok, skupiły się wszystkie wady Hłaskowego sentymentalizmu. Autor zastosował w swoim dziele proste schematy artystyczne, a bohaterów stworzył typowych i papierowych. Jego rozumienie historycznych wydarzeń, mgliście zasygnalizowanych w utworze, nie było najlepsze. Stabro określił dialogi Agnieszki i Grzegorza na temat partii i historii, jako plakatowe. Podsumował opowiadanie jako typowy przykład tendencyjnej literatury z tezą, znanej dobrze z lat 50. XX wieku (doba socrealizmu). Hłasko miał jedynie obrócić o 180 stopni jedną z obowiązujących optymistycznych tez estetyki socrealistycznej. Dzieło w związku z tym było tylko odzwierciedleniem nowej ideologii społecznej, czy artystycznej, w nieco zmodernizowanej, ale de facto starej stylistyce.

## Ekranizacja
- Ósmy dzień tygodnia (film)